# Manchester Metropolitan University

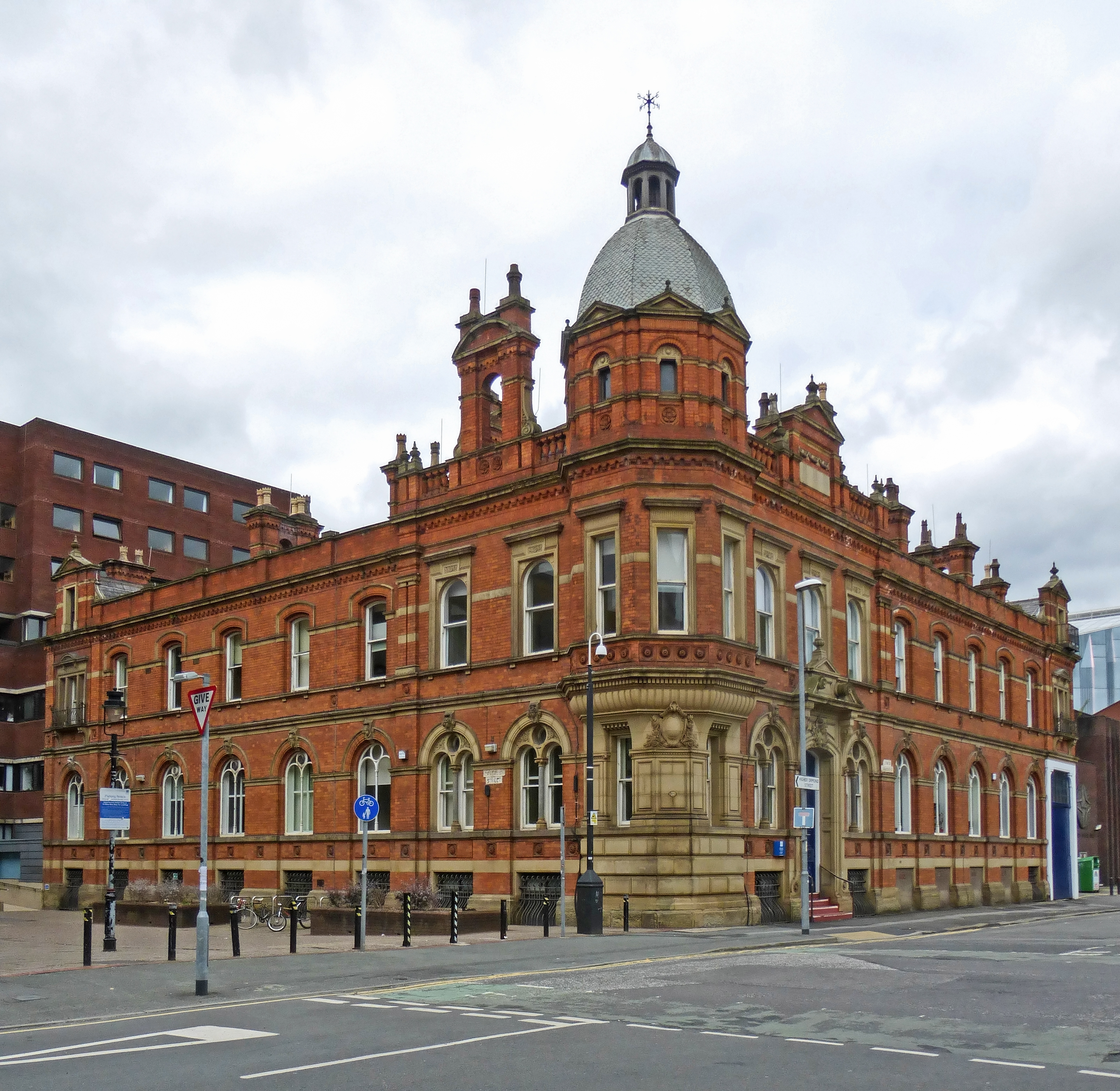
Ormond Building

Die Manchester Metropolitan University (MMU) ist eine Universität in der englischen Stadt Manchester. Hinsichtlich der Studentenzahlen war sie 2019/2020 die neuntgrößte Universität des Vereinigten Königreiches und nach der University of Manchester die zweitgrößte der Stadt Manchester.
Die Hochschule wurde 1970 als Manchester Polytechnic gegründet und erhielt 1992 den Status einer Universität. Ihr Gelände verteilt sich auf vier Standorte in Manchester und einen in Cheshire.

## Einteilung
Die MMU besitzt mit Stand 2021 fünf Fakultäten:
- Kunst und Geisteswissenschaften (Arts and Humanities),
- Wirtschaftswissenschaften und Jura (Business and Law),
- Erziehungswissenschaften (Education),
- Medizin, Psychologie und Soziale Arbeit (Health, Psychology and Social Care),
- Naturwissenschaften und Ingenieurwesen (Science and Engineering).

## Zahlen zu den Studierenden
Von den 33.420 Studenten des Studienjahrens 2019/2020 nannten sich 19.470 weiblich (58,3 %) und 13.940 männlich (41,7 %). 29.300 Studierende kamen aus England, 145 aus Schottland, 775 aus Wales, 365 aus Nordirland, 840 aus der EU und 1.910 aus dem Nicht-EU-Ausland. Damit kamen 2.750 der Studierenden (8,2 %) von außerhalb Großbritanniens. 26.435 der Studierenden (79,1 %) strebten ihren ersten Studienabschluss an, sie waren also undergraduates. 6.985 (20,9 %) arbeiteten auf einen weiteren Abschluss hin, sie waren postgraduates. Davon waren 690 in der Forschung tätig.
2018/2019 waren 33.050 Studierende eingeschrieben gewesen.

## Absolventen (Auswahl)
- Mick Hucknall (* 1960), Musiker
- Peter Saville (* 1955), Grafikdesigner
- Samanda, Popmusikduo
- Burn Gorman (* 1974), Schauspieler
- Marsha Thomason (* 1976), Schauspielerin
- Alice Kuipers (* 1979), Autorin
- Keith Bradley, Baron Bradley (* 1950), Politiker
- John Bradley-West (* 1988), Schauspieler
- Gisela Stuart (* 1955), Politikerin